# Matthias Bachinger
Matthias Bachinger (Monaco di Baviera, 2 aprile 1987) è un ex tennista tedesco.

## Carriera

### 2004-2006, inizi tra i professionisti e primi titoli ITF
Fa le sue prime apparizioni tra i professionisti nel 2004, inizia a giocare con continuità nel 2005 e a settembre disputa le prime finali ITF Futures al torneo Germany F13, perde quella di singolare e alza il primo trofeo da professionista imponendosi in quella di doppio. Nell'agosto 2006 fa il suo esordio nel circuito Challenger e si spinge fino alla semifinale a Freudenstadt. A ottobre vince il primo torneo di singolare all'ITF Futures Spain F33 di Cordova.

### 2007-2008, esordio nei circuito ATP, primo titolo Challenger e top 200
Nel 2007 si qualifica per la prima volta a un torneo dell'ATP Tour a Monaco di Baviera, vince il suo primo match ATP contro Andreas Beck in tre set e perde al secondo turno contro Marcos Baghdatis dopo aver vinto il primo set; a fine torneo fa il suo ingresso nella top 200 mondiale. A novembre conquista il primo titolo Challenger a Louisville con il successo in finale su Donald Young per 0–6, 7–5, 6–3. e chiude la stagione con il nuovo miglior ranking alla 173ª posizione.
Nel 2008 entra nei tabelloni dei tornei ATP di Rotterdam, Monaco di Baviera, Kitzbühel e Stoccolma, e viene sempre eliminato al primo turno. Nel corso della stagione perde le finali in singolare nei Challenger di Kyoto e Freudenstadt, e a settembre sale al 167º posto mondiale. Perde inoltre la sua prima finale Challenger di doppio, giocata a Sanremo.

### 2009-2010, discesa e risalita nel ranking
Nel 2009 entra nei tabelloni principali solo in tornei del circuito Challenger e l'unico successo arriva a luglio nella finale di doppio a Rimini. Anche nella prima parte del 2010 non consegue risultati importanti e ad aprile esce dalla top 300. A ottobre torna a superare le qualificazioni in un torneo ATP allo Stockholm Open e raggiunge il secondo turno. Il mese successivo vince a Loughborough il suo secondo titolo Challenger in singolare superando in finale Frederik Nielsen e rientra nella top 200.

### 2011, 1 titolo Challenger, esordio nel Grande Slam e 85º in singolare, prima finale ATP in doppio
Nella primavera del 2011 raggiunge due finali Challenger consecutive, perde la prima a Pingguo e vince la seconda ad Atene, e ad aprile entra per la prima volta nella top 100 del ranking. Dopo essere stato eliminato 13 volte nelle qualificazioni dei tornei del Grande Slam, per diritto di classifica entra per la prima volta nel tabellone principale di uno Slam a Wimbledon e viene sconfitto al primo turno. Quell'estate perde altre 3 finali Challenger in singolare a Nottingham, Granby ed Helsinki e ad agosto sale all'85ª posizione mondiale, che rimarrà il miglior piazzamento in carriera. In coppia con Frank Moser arriva a luglio la prima finale di doppio in un torneo ATP 250 agli Atlanta Tennis Championships e vengono sconfitti da Alex Bogomolov Jr. e Matthew Ebden per 6–3, 5–7, [8–10]. Esce al primo turno in singolare anche agli US Open. Nel corso della stagione raggiunge altre 3 finali di doppio nei Challenger, vince solo quella di Wolfsburg e a ottobre raggiunge il suo miglior ranking in carriera anche in doppio, al 151º posto mondiale.

### 2012, primi quarti di finale ATP in singolare
Nel maggio 2012 torna a vincere un match ATP di doppio a Monaco di Baviera. A luglio raggiunge per la prima volta in carriera i quarti di finale in singolare di un torneo ATP al Croatia Open Umag dopo aver sconfitto in 3 set la testa di serie nº 7 Martin Kližan al secondo turno, e perde contro Marcel Granollers per 6–1, 3–6, 5–7. Quella stagione prende parte a tre tornei del Grande Slam, Australian Open, Wimbledon e US Open e non va oltre il primo turno. A novembre perde la finale al Challenger di Ginevra contro Marc Gicquel.

### 2023
Si ritira ad aprile sui campi di Monaco di Baviera giocando in coppia con Dominic Thiem.

## Statistiche

### Singolare

#### Finali perse (1)
| Legenda              |
| Grande Slam (0)      |
| ATP Finals (0)       |
| ATP Masters 1000 (0) |
| ATP Tour 500 (0)     |
| ATP Tour 250 (1)     |

| N. | Data              | Torneo             | Superficie  | Avversario in finale | Punteggio   |
| 1. | 23 settembre 2018 | Moselle Open, Metz | Cemento (i) | Gilles Simon         | 6(2)–7, 1–6 |

### Doppio

#### Finali Perse (1)
| Legenda                                          |
| Grande Slam (0)                                  |
| Tennis Masters Cup / ATP Finals (0)              |
| Masters Series / ATP Master 1000 (0)             |
| ATP International Series Gold / ATP Tour 500 (0) |
| ATP International Series / ATP Tour 250 (1)      |

| N. | Data           | Torneo                                | Superficie | Compagno    | Avversari in finale              | Punteggio        |
| 1. | 24 luglio 2011 | Atlanta Tennis Championships, Atlanta | Cemento    | Frank Moser | Alex Bogomolov Jr. Matthew Ebden | 6–3, 5–7, [8–10] |

### Tornei minori

#### Singolare

##### Vittorie (6)
| Legenda tornei minori |
| Challenger (4)        |
| Futures (2)           |

| N. | Data              | Torneo                                   | Superficie  | Avversari in finale | Punteggio     |
| 1. | 4 novembre 2007   | Louisville Championships, Louisville     | Cemento (i) | Donald Young        | 0–6, 7–5, 6–3 |
| 2. | 14 novembre 2010  | GB Pro-Series Loughborough, Loughborough | Cemento (i) | Frederik Nielsen    | 6–3, 3–6, 6–1 |
| 3. | 17 aprile 2011    | Athens Open Challenger, Atene            | Cemento     | Dmitrij Tursunov    | w/o           |
| 4. | 24 settembre 2017 | Gwangju Open, Gwangju                    | Cemento     | Yang Tsung-hua      | 6–3, 6–4      |

##### Finali perse (15)
| Legenda tornei minori |
| Challenger (11)       |
|                       |

| N.  | Data             | Torneo                                              | Superficie    | Avversari in finale    | Punteggio        |
| 1.  | 9 marzo 2008     | All Japan Indoor Championships, Kyoto               | Sintetico (i) | Gō Soeda               | 6(0)–7, 6–2, 4–6 |
| 2.  | 31 agosto 2008   | Black Forest Open, Freudenstadt                     | Terra         | Simon Greul            | 3–6, 4–6         |
| 3.  | 27 marzo 2011    | Green World ATP Challenger, Pingguo                 | Cemento       | Gō Soeda               | 4–6, 5–7         |
| 4.  | 5 giugno 2011    | Nottingham Trophy, Nottingham                       | Erba          | Gilles Müller          | 6(4)–7, 2–6      |
| 5.  | 17 luglio 2011   | Challenger de Granby, Granby                        | Cemento       | Édouard Roger-Vasselin | 6(9)–7, 6–4, 1–6 |
| 6.  | 27 novembre 2011 | Tali Open, Helsinki                                 | Cemento       | Daniel Brands          | 6(2)–7, 6(5)–7   |
| 7.  | 3 novembre 2012  | Geneva Open Challenger, Ginevra                     | Cemento (i)   | Marc Gicquel           | 6–3, 3–6, 4–6    |
| 8.  | 9 novembre 2014  | Internazionali Tennis Val Gardena Südtirol, Ortisei | Cemento (i)   | Andreas Seppi          | 4–6, 3–6         |
| 9.  | 2 settembre 2018 | Rafa Nadal Open, Manacor                            | Cemento       | Bernard Tomić          | 6–4, 4–6, 6(5)–7 |
| 10. | 21 marzo 2021    | Biella Challenger Indoor IV, Biella                 | Cemento (i)   | Daniel Masur           | 3–6, 7–6(5), 5–7 |
| 11. | 5 dicembre 2021  | Città di Forlì, Forlì                               | Cemento (i)   | Maxime Cressy          | 4–6, 2–6         |

#### Doppio

##### Vittorie (5)
| Legenda tornei minori |
| Challenger (4)        |
| Futures (1)           |

| N. | Data             | Torneo                               | Superficie    | Compagno         | Avversari in finale              | Punteggio           |
| 1. | 18 luglio 2009   | Riviera di Rimini Challenger, Rimini | Terra         | Dieter Kindlmann | Leonardo Azzaro Marco Crugnola   | 6–4, 6–2            |
| 2. | 26 giugno 2010   | Marburg Open, Marburg                | Terra         | Denis Gremelmayr | Guillermo Olaso Grega Žemlja     | 6–4, 6–4            |
| 3. | 26 febbraio 2011 | Wolfsburg Challenger, Wolfsburg      | Sintetico (i) | Simon Stadler    | Dominik Meffert Frederik Nielsen | 3–6, 7–6(3), [10–7] |
| 4. | 17 agosto 2014   | Meerbusch Challenger, Meerbusch      | Terra         | Dominik Meffert  | Gong Maoxin Peng Hsien-yin       | 6–3, 3–6, [10–6]    |

##### Finali perse (4)
| Legenda tornei minori |
| Challenger (3)        |
| Futures (1)           |

| N. | Data           | Torneo                        | Superficie | Compagno        | Avversari in finale               | Punteggio |
| 1. | 17 maggio 2008 | Sanremo Tennis Cup, Sanremo   | Terra      | Daniel Brands   | Harel Levy Jim Thomas             | 4–6, 4–6  |
| 2. | 17 aprile 2011 | Athens Open Challenger, Atene | Cemento    | Benjamin Becker | Colin Fleming Scott Lipsky        | W/O       |
| 3. | 17 luglio 2011 | Challenger de Granby, Granby  | Cemento    | Frank Moser     | Karol Beck Édouard Roger-Vasselin | 1–6, 3–6  |

## Risultati nei tornei del Grande Slam
| Sigla | Risultato                  |
| ----- | -------------------------- |
| V     | Vincitore                  |
| F     | Finalista                  |
| SF    | Semifinalista              |
| SF    | Bronzo Olimpico            |
| QF    | Quarti di Finale           |
| 4T    | Quarto turno               |
| 3T    | Terzo turno                |
| 2T    | Secondo turno              |
| 1T    | Primo turno                |
| Q1    | Primo Turno di Qualifica   |
| Q2    | Secondo Turno di Qualifica |
| Q3    | Terzo Turno di Qualifica   |
| A     | Assente                    |

| Legenda superfici |
| Cemento           |
| Terra rossa       |
| Erba              |

| Torneo             | 2007 | 2008 | 2009 | 2010 | 2011 | 2012 | 2013 | 2014 | 2015 | 2016 | 2017 | 2018 | 2019 | 2020 | 2021 | 2022 | Titoli | V-P |
| ------------------ | ---- | ---- | ---- | ---- | ---- | ---- | ---- | ---- | ---- | ---- | ---- | ---- | ---- | ---- | ---- | ---- | ------ | --- |
| Australian Open    | A    | Q1   | Q3   | Q2   | Q2   | 1T   | Q2   | Q2   | 2T   | A    | Q2   | 1T   | Q2   | Q2   | A    | Q1   | 0      | 1-3 |
| Roland Garros      | Q1   | Q1   | Q1   | A    | Q1   | Q3   | Q2   | Q1   | 1T   | Q1   | A    | Q1   | Q2   | Q1   | A    | A    | 0      | 0-1 |
| Wimbledon          | Q1   | Q2   | Q3   | A    | 1T   | 1T   | Q1   | Q2   | Q2   | Q3   | A    | Q3   | Q1   | ND   | A    | A    | 0      | 0-2 |
| US Open            | A    | Q1   | Q1   | A    | 1T   | 1T   | Q2   | 2T   | Q1   | Q3   | A    | Q1   | Q1   | A    | A    | A    | 0      | 1-3 |
| Titoli             |      | 0    | 0    | 0    | 0    | 0    | 0    | 0    | 0    | 0    | 0    | 0    | 0    | 0    | 0    | 0    | 0      | N/A |
| Vittorie-Sconfitte | 0-0  | 0-0  | 0-0  | 0-0  | 0-2  | 0-3  | 0-0  | 1-1  | 1-2  | 0-0  | 0-0  | 0-1  | 0-0  | 0-0  | 0-0  | 0-0  | N/A    | 2-9 |